# Второй Константинопольский собор

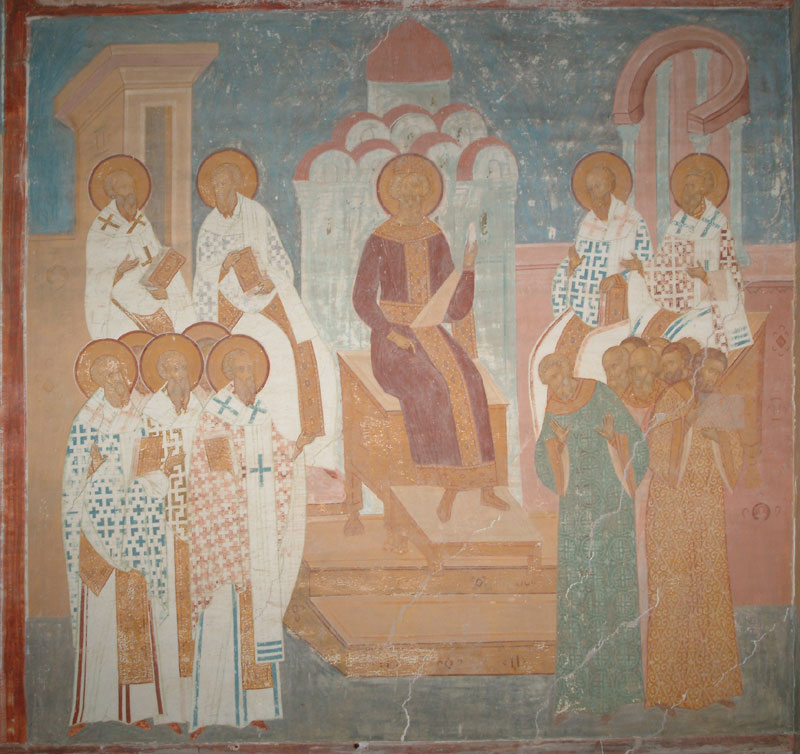
Пятый Вселенский собор. Фреска из Собора Рождества Богородицы

Второй Константинопольский собор, Пятый Вселенский Собор — Вселенский Собор христианской церкви, проходивший с 5 мая по 2 июня 553 года в городе Константинополе, по инициативе императора Юстиниана I. 
Осуждены персонально Ориген, Феодор Мопсуестийский, а также некоторые сочинения блаженного Феодорита Кирского и Ивы Эдесского, близкие к учению Нестория. Богородица признана Приснодевой.

## Предпосылки проведения собора

### Религиозная ситуация в Византии
Одним из важнейших вопросов внутренней политики Византийской империи V—VI веков было отношение к монофизитам. Во-первых, отношение к ним имело государственное значение и ставили вопрос в высшей степени важных для государства восточных провинциях: Египте и Сирии с Палестиной; во-вторых, на стороне монофизитов была супруга Юстиниана Феодора, имевшая сильное влияние на императора.
По совету Феодоры Юстиниан в отношении к монофизитам уже в начале своего правления ступил на путь примирения. Изгнанные при Юстине и в первые годы Юстиниана монофизитские епископы получили право вернуться из ссылки. Многие монофизиты были приглашены в столицу на религиозное примирительное совещание, в котором император принял участие. В одном из столичных дворцов были поселены пятьсот монофизитских монахов. В 535 году Севир, тогда глава всех монофизитов, прибыл в Константинополь и оставался там год. Таким образом, к этому времени столица империи приобрела черты, характерные для эпохи императора Анастасия. Константинопольским патриархом стал епископ Трапезундский Анфим, известный своей примирительной политикой в отношении к монофизитам.
Ситуация вызвала недовольство в Риме, и в Константинополь прибыл папа Агапит I, который совместно с ортодоксальной партией акимитов выразил такое резкое неприятие политики Анфима, что Юстиниан вынужден был уступить. Анфим был смещён, и на его место назначен убеждённый православный пресвитер Мина. Возможно, эта уступка императора папе была вызвана отчасти тем, что в это время началась остготская война в Италии, и Юстиниану было необходимо сочувствие католиков Запада.

### Вопрос о «трёх главах»
Обращаясь к участникам собора, император Юстиниан говорил: «Просим вас рассмотреть, что нечестиво написано Феодоритом против правой веры и первого Ефесского св. Собора и против памяти св. Кирилла и против 12-ти его глав и что тот же Феодорит написал нечестиво в защиту Феодора и Нестория и их хулений против святой памяти Кирилла. Просим также сделать исследование и о нечестивом послании, которое написал Ива к персу Марию; в нем составитель его отрицает, что Бог-Слово сделался человеком и что святая славная Приснодева Мария есть Богородица».
Сделав уступку в вопросе о патриархе, Юстиниан не отказался от дальнейших попыток примирения с монофизитами. Для этого император поднял известный вопрос о «трёх главах», то есть о трёх церковных писателях V века, Феодоре Мопсуестийском, Феодорите Кирском и Иве Эдесском, относительно которых монофизиты ставили в упрёк Халкидонскому собору то, что вышеназванные писатели, несмотря на свой несторианский образ мыслей, не были на нём осуждены. Юстиниан признал, что в данном случае монофизиты правы и что православные должны им сделать уступку. Поэтому в начале сороковых годов он издал указ, в котором подвергал анафеме сочинения этих трёх писателей и грозил анафемой всем тем лицам, которые станут защищать или одобрять данные сочинения. Именно этот указ, содержащий три параграфа, и дал название всему вопросу, однако в дальнейшем под «тремя главами» понимали указанных писателей.
Это желание императора вызвало возмущение западных иерархов, так как они видели в этом посягательство на авторитет Халкидонского собора, после которого по инициативе арианских правителей Западной Европы мог последовать аналогичный пересмотр решений Никейского собора. Также возник вопрос, можно ли анафематствовать умерших, ведь все три писателя умерли ещё в предыдущем столетии. Наконец, некоторые представители Запада держались того мнения, что император своим указом совершает насилие над совестью членов церкви. Последнее сомнение почти не существовало в восточной церкви, где вмешательство императорской власти в решение догматических споров закреплено было долговременной практикой. Вопрос же об осуждении умерших был обоснован ссылкой на эпизод, когда ветхозаветный царь Иосия не только заклал живых жрецов идольских, но и раскопал гробы тех, которые задолго до того времени умерли  (4Цар. 23:16). Таким образом, в то время как восточная часть церкви соглашалась признать указ и осудить три главы, западная часть высказалась против этого. Указ Юстиниана общецерковного значения не получил.
С целью повлиять на положительное решение вопроса, Юстиниан вызвал тогдашнего папу Вигилия в Константинополь, где тот и прожил более семи лет. Первоначальная позиция папы, который по прибытии открыто восстал против указа Юстиниана и за признание этого указа отлучил от церкви константинопольского патриарха Мину, изменилась, и в 548 году он издал осуждение трёх глав, так называемый ludicatum, и, таким образом, присоединил свой голос к голосу четырёх восточных патриархов. Однако западная церковь не одобрила уступки Вигилия. Африканские епископы, собрав собор, даже отлучили его от церковного общения. Под влиянием западной части церкви папа начал колебаться в своём решении и взял обратно ludicatum. В таких обстоятельствах Юстиниан решил прибегнуть к созыву Вселенского собора, который и собрался в Константинополе в 553 году.

## Участники собора
На Соборе, открывшемся в зале, связывающей собор Святой Софии с патриаршими палатами, присутствовало 164 епископов, председательствовал константинопольский патриарх Евтихий. Кроме него, из видных лиц присутствовали Домн Антиохийский, Феодор Аскида, Евстахий Иерусалимский, 8 западных епископов.

## Постановления
2 июня 553 года состоялось его последнее заседание, на котором и был принят орос, заготовленный заранее, по-видимому, патриархом Евтихием и Феодором Аскидой. Этот орос дополняется еще 14 анафематизмами. Вот заключительная часть ороса: 

«...итак, мы осуждаем и анафематствуем со всеми другими еретиками, уже осужденными и отлученными на четырех первых святых соборах и святою кафолическою и апостольскою церковью, Феодора, бывшего епископа Мопсуетского так же, как и его нечестивые писания. 
Таким же образом мы осуждаем и анафематствуем и то, что нечестиво написал Феодорит против православной веры, против 12 анафематизмов Кирилла и против собора Ефесского и, наконец, в защиту Феодора и Нестория.
Мы анафематствуем, наконец, нечестивое письмо к Персу Маре, приписываемое Иве.., порицающее святую память Кирилла, как еретика, как писавшего, подобно Аполлинарию, тогда как он учил православно, и обвиняющее Ефесский собор в том, что им низложен Несторий без суда и следствия, и защищающее Феодора и Нестория и их нечестивые учения и сочинения.
Итак, мы анафематствуем «три главы», т.е. нечестивого Феодора Мопсуетского и его богохульные книги и то, что нечестиво написал Феодорит, и богохульное письмо, приписываемое Иве. Мы анафематствуем их со всеми теми, кто их защищает, которые считают «три главы» православными, желают или будут желать покрыть их нечестие авторитетом св. отцов или Халкидонского собора».

11 канон собора гласил:

Если кто не анафематствует Ария, Евномия, Македония, Аполлинария, Нестория, Евтихия и Оригена, с нечестивыми их сочинениями, и всех прочих еретиков, которые были осуждены и анафематствованы святою кафолическою и апостольскою Церковию и святыми четырьмя помянутыми Соборами, и тех, которые мудрствовали или мудрствуют подобно вышесказанным еретикам, и пребыли в своем нечестии до смерти: тот да будет анафема.

Прежде преобладало мнение, что Ориген был осужден на поместном Константинопольском соборе 543 года, а V Вселенский Собор им не занимался, и главы против Оригена были механически присоединены к Деяниям Собора 553 года. В настоящее время считается, что Собор непосредственно исследовал оригенизм.

## Последствия
Во время V Вселенского Собора в Константинополе в 553 году папа Вигилий по отношению к осуждению трёх глав занимал переменчивую позицию, и лишь под давлением императора Юстиниана (Рим в это время был в составе Византийской Империи) подписал эдикт о трёх главах. Хотя папа находился во время работы собора в Константинополе, но ни на одном заседании собора не присутствовал, а подписал деяния собора через легатов. После Собора авторитет папы резко упал.
Запад до конца VI века не признавал решений собора 553 года, и только при папе Григории I Великом (590—604), объявившем, что «на соборе, на котором дело шло о трёх главах, ничего не было нарушено в деле веры или каким-нибудь образом изменено», собор 553 года был признан на всём Западе Вселенским собором, наравне с первыми четырьмя соборами.
Напряженная религиозная борьба, которую вёл Юстиниан и которая должна была, как он ожидал, примирить монофизитов с православными, не оправдала его надежд. Монофизиты спокойно относились к происходящим событиям и не казались удовлетворенными сделанными уступками.